# Miniopterus pusillus
Miniopterus pusillus es una especie de murciélago de la familia Vespertilionidae.

## Distribución geográfica
Se encuentra en China, Vietnam Laos,   Tailandia Birmania , India Nepal e Indonesia.